# Alcides Ghiggia
Alcides Edgardo Ghiggia (pronunție în italiană [ˈɡiddʒa]; n. 22 decembrie 1926 în Montevideo, Uruguay - 16 iulie 2015) a fost un fotbalist uruguayan. El a devenit faimos pentru rolul său decisiv în meciul final al Campionatului Mondial din 1950. Ghiggia, un dribleor excelent pe aripa dreaptă, 1.69 m înălțime și 62 kg, este considerat una dintre cele mai bune extreme din anii 1950. El a jucat și pentru Uruguay și pentru Italia.

## Legături externe
- http://www.enciclopediadelcalcio.com/Ghiggia.html
- http://webs.montevideo.com.uy/chcesar/ghiggia.html Arhivat în 25 ianuarie 2004, la Wayback Machine.
- http://www.futbol.com.uy/noticia_13424_1.html

1. ↑  Falleció de un paro cardíaco a sus 88 años Alcides Edgardo Ghiggia (în spaniolă)
2. ↑  Catálogo de Autoridades de la Biblioteca Nacional de Uruguay, accesat în 20 aprilie 2024